# Expo Hall
Die Expo Hall ist eine Mehrzweckhalle auf dem Gelände der Florida State Fairgrounds, einem Fest- und Messegelände in der US-amerikanischen Stadt Tampa im Bundesstaat Florida. Das Gebäude wird hauptsächlich als Ausstellungshalle für die Florida State Fair genutzt, kann aber auch als Konzert- und Sportstätte genutzt werden.
In der Saison 1992/93 diente die Arena das neu gegründete Expansion Team der Tampa Bay Lightning aus der National Hockey League (NHL) als Heimspielstätte. Da die Zuschauerkapazität von 10.425 Plätzen bei Eishockeyspielen zu gering war, zog das Franchise nach nur einem Jahr in den Thundedome in Saint Petersburg um, welcher vorübergehend in eine Eissporthalle umfunktioniert wurde. 1996 zogen die Lightning in den neuen Ice Palace um.